# Kantatie 92
Pour les articles homonymes, voir Route 92.
La route principale 92 (en finnois : Kantatie 92) est une route principale allant de Karigasniemi à Utsjoki jusqu'à Näätämö à Inari en Finlande.

## Description
La route principale 92 relie les villages de Näätämö dans la municipalité d'Inari et de Karigasniemi dans la municipalité d'Utsjoki. La route est longue de 192 kilomètres.
La route 92 part de Karigasniemi à la frontière entre la Finlande et la Norvège et traverse une région presque inhabitée jusqu'à Näätämö à travers les villages de Kaamanen et du lac Sevettijärvi, où elle se termine à nouveau à la frontière entre la Finlande et la Norvège.

## Parcours
La route traverse les localités suivantes :
- Karigasniemi, Utsjoki
- Kaamanen, Inari
- Näätämö, Inari